# Resimaguina bergmani
Resimaguina bergmani är en insektsart som beskrevs av Young 1986. Resimaguina bergmani ingår i släktet Resimaguina och familjen dvärgstritar. Inga underarter finns listade i Catalogue of Life.